# SS San Giovanni
SS San Giovanni to sanmaryński klub piłkarski z siedzibą w San Giovanni sotto le Penne (Borgo Maggiore). Drużyna powstała w 1948 roku. Występuje w Campionato Sammarinese.